# Murgtalsperre
Die Murgtalsperre Kirschbaumwasen, auch Sammelbecken Kirschbaumwasen, im Schwarzwald (Baden-Württemberg) ist ein Stausee im Forbacher Ortsteil Kirschbaumwasen. Die nächstgrößere Stadt im Murgtal ist Gernsbach; gestaut wird die Murg zum Zweck der Energieerzeugung.
Die Talsperre ist Teil des Murgwerks innerhalb des Rudolf-Fettweis-Werks und gehört der EnBW Kraftwerke AG, dem früheren Badenwerk Karlsruhe.

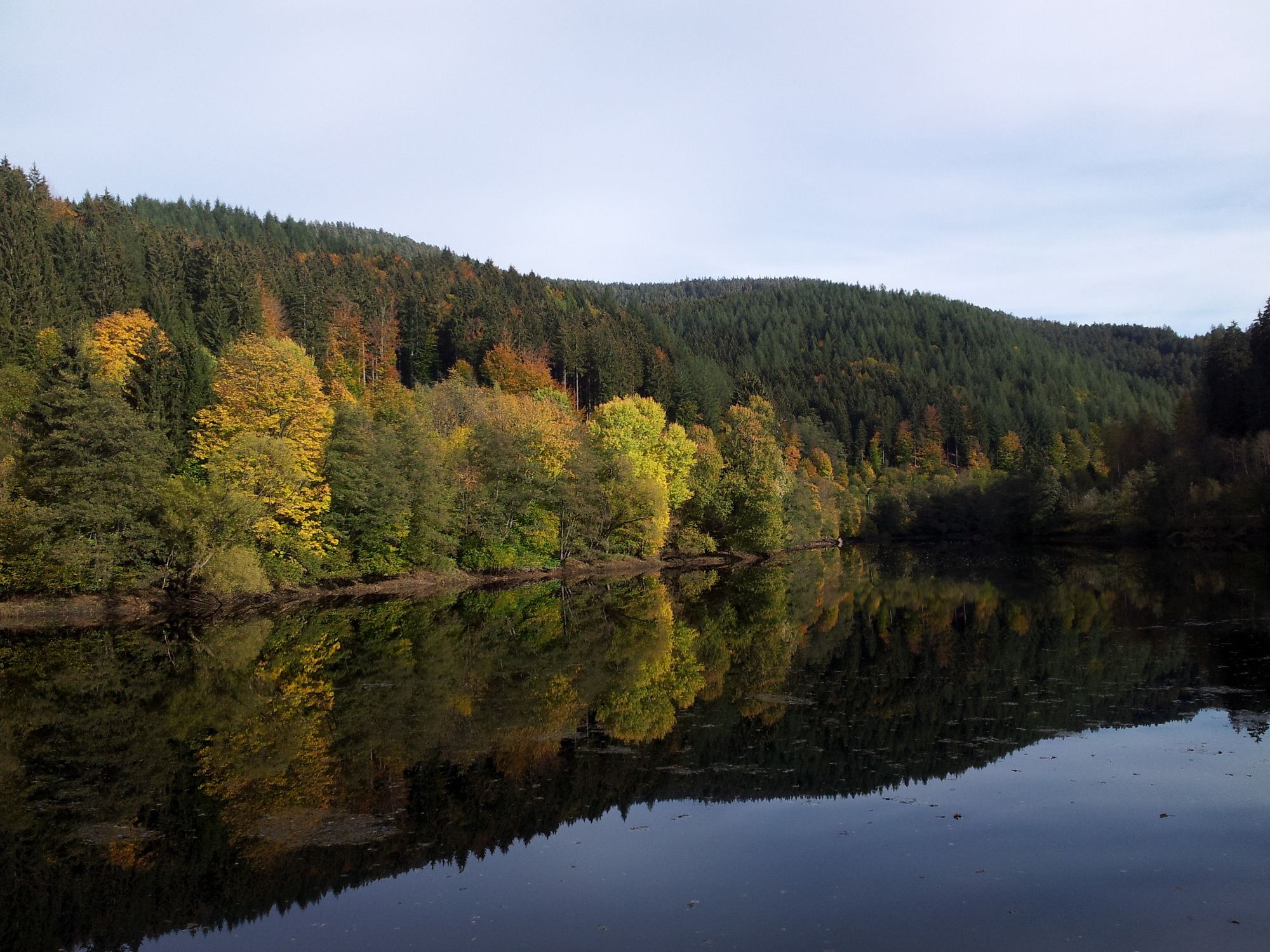
Der Stausee

Das Absperrbauwerk des Stausees ist ein 23 m hohes Schützenwehr.
Das Wasser wird über einen 5,6 Kilometer langen Druckstollen (Murgstollen) und zwei 437 und 450 Meter lange Druckrohrleitungen in das Rudolf-Fettweis-Kraftwerk geleitet, wo es entweder im sogenannten Murgwerk direkt zur Stromerzeugung genutzt und dann in das Ausgleichsbecken Forbach abgegeben wird, oder alternativ im Pumpbetrieb des Schwarzenbachwerkes in die höher gelegene Schwarzenbachtalsperre gepumpt wird. Im Murgwerk erzeugen fünf Francis-Turbinen mit dem Wasser aus der Murgtalsperre bei einem mittleren Nutzgefälle von 145 Metern eine Leistung von maximal 22 Megawatt.
Das von 1914 bis 1918 erbaute Murgkraftwerk in Forbach wurde in den Jahren 1922 bis 1926, während des Baus der Schwarzenbachtalsperre, stark erweitert.